# Viudden
Viudden är en bebyggelse vid sydöstra stranden av Glan väster om Norrköping  i Norrköpings kommun. Vid SCB:s ortsavgränsning 2020 klassades bebyggelsen som en småort.